# Antonino Dante
Antonino Dante (Castroreale, 2 settembre 1909 – 21 luglio 1963) è stato un politico italiano.

## Biografia
Laureato in giurisprudenza, fu avvocato e giornalista. Impegnato in politica con la Democrazia Cristiana, venne eletto deputato alle elezioni del 1953, confermando il seggio anche a quelle del 1958 e del 1963. Morì poche settimane dopo l'inizio della IV Legislatura, all'età di 53 anni, da deputato in carica; al suo posto a Montecitorio subentrò Giuseppe Azzaro.